# Brenda Lee (activista)
Brenda Lee (Bodocó, 10 de enero de 1948 - São Paulo, 28 de mayo de 1996) fue una activista transexual brasileña por los derechos LGBT. Brenda era considerada el "ángel de la guarda de las travestis" y tenía como objetivo ayudar a todos, enfermos o no, que eran discriminados por la sociedad.
Su trabajo se convirtió en un referente y un hito importante y, por ello, el 21 de octubre de 2008 se creó el Premio Brenda Lee, que se otorga cada cinco años para siete categorías con motivo de las celebraciones del Día Mundial del Sida y el aniversario del Programa Estadual DST/Aids do Estado de São Paulo.

## Biografía

### Primeros años
Nacida en el interior de Pernambuco, Brenda fue muy afeminada desde niña, lo que la convirtió en blanco de prejuicios desde temprana edad. Inicialmente adoptó el nombre social de Caetana, pero al instalarse en São Paulo eligió el nombre que la haría conocida: Brenda Lee.

### Militancia
Brenda llegó a São Paulo a los catorce años y se convirtió en una figura muy conocida y celebrada en el distrito de Bixiga. Compró una casa en este barrio y acogió a la primera persona con el VIH en 1984, en una época en la que imperaba mucha desinformación y prejuicios sobre el sida, cuando incluso los familiares rechazaban a quienes padecían esta enfermedad y no había infraestructura para acoger a quienes fueron dados de alta del hospital y no tenían dónde vivir.
La Casa de Apoio Brenda Lee, también conocida como Palacio de las Princesas, fue establecida formalmente en 1988 para albergar a personas homosexuales y personas con VIH, rechazadas por sus familiares y también con el objetivo de brindarles asistencia médica, social, moral y material, fueran travestis o no. La casa, situada en la calle Major Diogo, 779, Bixiga, comenzó con tres pacientes el año de su compra.
En 1988, el cineasta suizo Pierre-Alain Meier dirigió el documental titulado Dores de Amor, en el que expuso la vida desnuda y cruda de cuatro mujeres transgénero. Además de la propia Brenda, estuvieron Andréa de Mayo, Cláudia Wonder, Condessa Mônica y Thelma Lipp.

## Morte

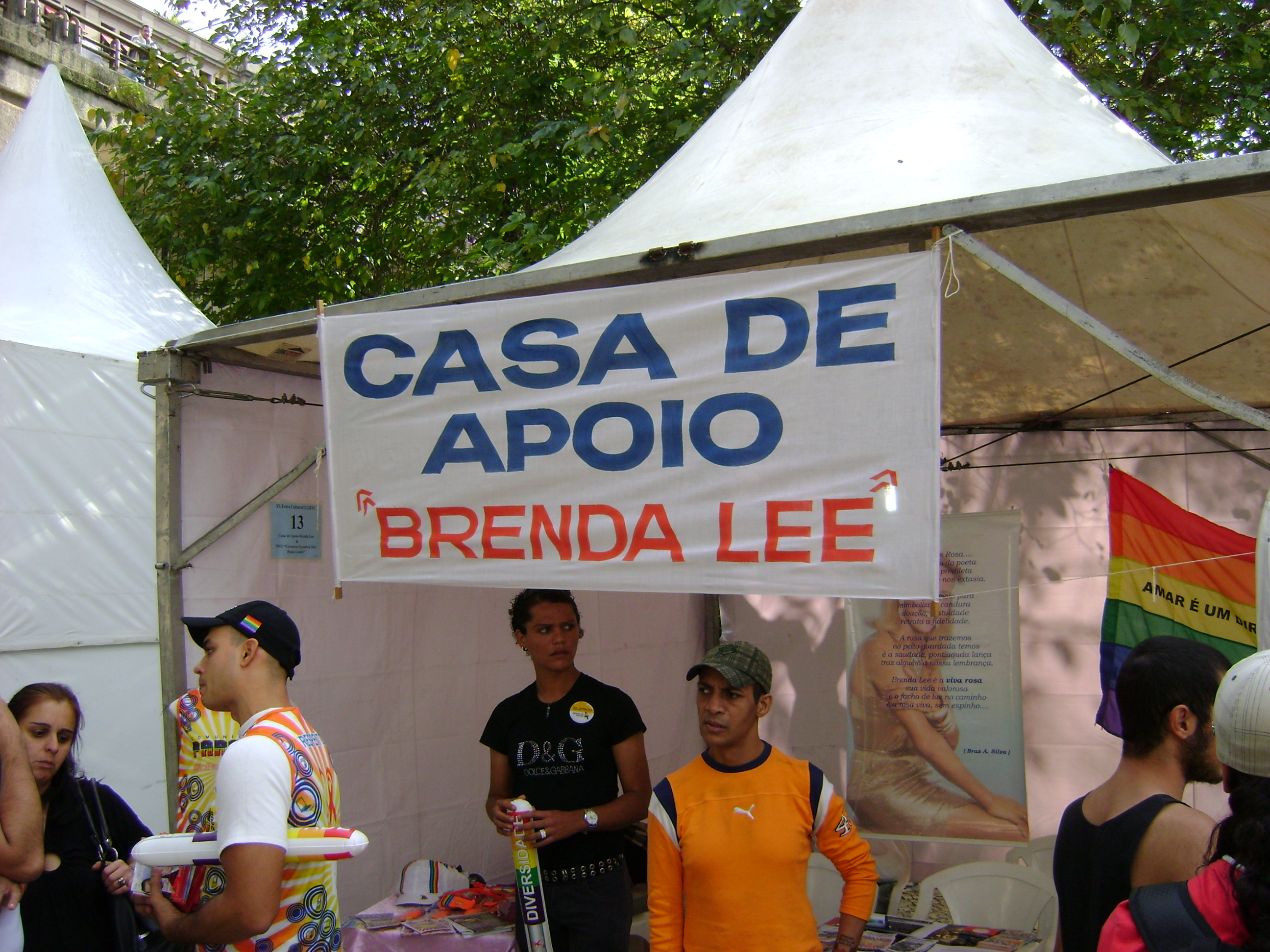
Quiosco de la Casa de Apoyo Brenda Lee en la Feria Cultural LGBT de São Paulo, 2009.

El 28 de mayo de 1996 Brenda fue asesinada de un tiro en la boca y otro en el pecho, y su cuerpo fue encontrado en un terreno baldío, al descubrir que Gilmar Dantas Felismino, conductor de la Casa de Apoio Brenda Lee, había falsificado un cheque emitido por ella. Su misa presente, ofrecida por el padre Júlio Lancellotti, en representación del cardenal Dom Paulo Evaristo Arns, se celebró en la sede de la casa de apoyo, en la calle Major Diogo. El caso fue resuelto por el Equipo B-Leste de la División de Homicidios del DHPP de la Policía Civil del Estado de São Paulo y conllevó la detención de los autores del crimen, los hermanos Gilmar Dantas Felismino y José Rogério de Araújo Felismino; En el momento del crimen, José Rogério era soldado de la Policía Militar.

## Homenajes

### Google Doodle Celebration
El 29 de enero de 2019, Google añadió un doodle a su página principal de Brasil en honor al Día Nacional de la Visibilidad Travesti y Transexual.